# كريستيان ريجانو
كريستيان ريجانو (بالإيطالية: Christian Riganò)‏ (ولد 25 مايو 1974 في ليباري من مقاطعة ميسينا) هو لاعب كرة قدم إيطالي في موقع مهاجم. يلعب حالياً لرودينيلا كالشيو الفريق الثاني في فلورنسا.

## روابط خارجية
- كريستيان ريجانو على موقع قاعدة بيانات كرة القدم.إي يو (الإنجليزية)
- كريستيان ريجانو على موقع عالم كرة القدم.نت (الإنجليزية)
- كريستيان ريجانو على موقع كووورة